# Pohřebiště ruských panovníků

Znak Ruského carství

Znak Ruského impéria

Tento seznam pohřebišť ruských panovníků zahrnuje panovníky Ruského carství (existovalo v letech 1328 až 1721), a imperátory („císaře“) Ruského impéria (v letech 1721 až 1917). Seznam začíná dynastií Romanovců v roce 1613. Carové byli pohřbíváni nejprve v Moskvě, později v Petropavlovské katedrále v Petrohradě.
| Jméno                                    | Doba života | Místo pohřbení                                                                                           |
| ---------------------------------------- | ----------- | --- |
| car Michail I.                           | 1596–1645   | Archandělský chrám v Moskvě                                                                              |
| Marie Dolgoruká                          | 1601–1625   | ? |
| Jevdokia Strešněvová                     | 1608–1645   | Archandělský chrám v Moskvě                                                                              |
| car Alexej I.                            | 1629–1676   | Archandělský chrám v Moskvě                                                                              |
| Marie Iljinična Miloslavská              | 1625–1669   | ? |
| Natálie Kirillovna Naryškinová           | 1651–1694   | Archandělský chrám v Moskvě                                                                              |
| regentka Žofie Alexejevna                | 1657–1704   | Smolenská katedrála Novoděvičího kláštera v Moskvě                                                       |
| car Fjodor III.                          | 1661–1682   | Archandělský chrám v Moskvě                                                                              |
| Agafja Semjonovna Grušecká               | 1665–1681   | Archandělský chrám v Moskvě                                                                              |
| Marfa Matvejevna Apraksina               | 1664–1716   | Katedrála Petropavlovské pevnosti v Petrohradě                                                           |
| car Ivan V.                              | 1666–1696   | Archandělský chrám v Moskvě                                                                              |
| Praskovja Fjodorovna Saltykovová         | 1664–1723   | Klášter Alexandra Něvského v Petrohradě                                                                  |
| car Petr I. Veliký                       | 1672–1725   | Katedrála Petropavlovské pevnosti v Petrohradě                                                           |
| Jevdokija Lopuchina                      | 1669–1731   | Smolenská katedrála Novoděvičího kláštera (Novodeviči) v Moskvě                                          |
| carevna Kateřina I.                      | 1685–1727   | Katedrála Petropavlovské pevnosti v Petrohradě                                                           |
| car Petr II.                             | 1715–1730   | Archandělský chrám v Moskvě                                                                              |
| carevna Anna                             | 1693–1740   | Katedrála Petropavlovské pevnosti v Petrohradě                                                           |
| Bedřich Vilém Kuronský                   | 1692–1711   | Hrobka na zámku Jelgava                                                                                  |
| car Ivan VI.                             | 1740–1764   | Tičinský klášter v Petrohradě                                                                            |
| carevna Alžběta                          | 1709–1762   | Katedrála Petropavlovské pevnosti v Petrohradě                                                           |
| Alexej Grigorjevič Razumovskij           | 1709–1771   | Kostel při klášteře Alexandra Něvského v Petrohradě                                                      |
| car Petr III.                            | 1728–1762   | Původně v klášteře Alexandra Něvského, od roku 1796 v katedrále der Petropavlovské pevnosti v Petrohradě |
| carevna Kateřina II.                     | 1729–1796   | Katedrála Petropavlovské pevnosti v Petrohradě                                                           |
| car Pavel I.                             | 1754–1801   | Katedrála Petropavlovské pevnosti v Petrohradě                                                           |
| Vilemína Luisa Hesensko-Darmstadtská     | 1755–1776   | Kostel při klášteře Alexandra Něvského v Petrohradě                                                      |
| Žofie Dorota Württemberská               | 1759–1828   | Katedrála Petropavlovské pevnosti v Petrohradě                                                           |
| car Alexandr I.                          | 1754–1825   | Katedrála Petropavlovské pevnosti v Petrohradě                                                           |
| Luisa Bádenská                           | 1779–1826   | Katedrála Petropavlovské pevnosti v Petrohradě                                                           |
| car Mikuláš I.                           | 1796–1855   | Katedrála Petropavlovské pevnosti v Petrohradě                                                           |
| Šarlota Pruská                           | 1798–1860   | Katedrála Petropavlovské pevnosti v Petrohradě                                                           |
| car Alexandr II.                         | 1818–1881   | Katedrála Petropavlovské pevnosti v Petrohradě                                                           |
| Marie Alexandrovna Hesensko-Darmstadtská | 1824–1880   | Katedrála Petropavlovské pevnosti v Petrohradě                                                           |
| Kateřina Michajlovna Dolgorukovová       | 1847–1922   | ? |
| car Alexandr III.                        | 1845–1894   | Katedrála Petropavlovské pevnosti v Petrohradě                                                           |
| Marie Sofie Dánská (Dagmar Dánská)       | 1847–1928   | Původně v katedrále v Roskilde v Dánsku, od roku 2006 v katedrále Petropavlovské pevnosti v Petrohradě   |
| car Mikuláš II.                          | 1868–1918   | od roku 1998 v katedrále der Petropavlovské pevnosti v Petrohradě                                        |
| Alice Hesensko-Darmstadtská              | 1872–1918   | od roku 1998 v katedrále der Petropavlovské pevnosti v Petrohradě                                        |